# Pselaphinae
Sous-famille
Synonymes
- Pselaphii Latreille, 1802[2]
- Pselaphidae[3]

Les Pselaphinae sont une sous-famille de coléoptères de la famille des Staphylinidae.

## Liste des super-tribus, tribus et genres
Selon BioLib (30 mai 2019) :
- super-tribu Batrisitae Reitter, 1882
  - tribu Amauropini Jeannel, 1948
  - tribu Batrisini Reitter, 1882
  - tribu Thaumastocephalini Poggi, Nonveiller, Colla, Pavićević & Rada, 2001
- super-tribu Clavigeritae Leach, 1815
  - tribu Clavigerini Leach, 1815
  - tribu Colilodionini Besuchet, 1991
  - tribu Tiracerini Besuchet, 1986
- super-tribu Euplectitae Streubel, 1839
  - tribu Bythinoplectini Schaufuss, 1890
  - tribu Dimerini Raffray, 1908
  - tribu Euplectini LeConte, 1861
  - tribu Jubini Raffray, 1904
  - tribu Mayetiini Winkler, 1925
  - tribu Metopiasini Raffray, 1904
  - tribu Trichonychini Reitter, 1882
  - tribu Trogastrini Jeannel, 1949
  - genre Actium Casey, 1886
  - genre Cupila Casey, 1897
  - genre Foveoscapha Park & Wagner, 1962
  - genre Oropus Casey, 1886
- super-tribu Faronitae Reitter, 1882
  - genre Delenda Croissandeau, 1891
  - genre Faronus Aubé, 1844
  - genre Logasa Chandler, 2001
  - genre Nornalup Park & Chandler, 2017
  - genre Sagola Sharp, 1874
  - genre Sonoma Casey, 1886
- super-tribu Goniaceritae Reitter, 1882
  - tribu Arnylliini Jeannel, 1952
  - tribu Barrosellini Leleup, 1973
  - tribu Brachyglutini Raffray, 1904
  - tribu Bythinini Raffray, 1890
  - tribu Cyathigerini Schaufuss, 1872
  - tribu Goniacerini Reitter, 1882
  - tribu Imirini Jeannel, 1949
  - tribu Iniocyphini Park, 1951
  - tribu Machadoini Jeannel, 1951
  - tribu Proterini Jeannel, 1949
  - tribu Pygoxyini Reitter, 1909
  - tribu Speleobamini Park, 1951
  - tribu Tychini Raffray, 1904
  - tribu Valdini Park, 1953
- super-tribu Pselaphitae Latreille, 1802
  - tribu Arhytodini Raffray, 1890
  - tribu Attapseniini Bruch, 1933
  - tribu Ctenistini Blanchard, 1845
  - tribu Hybocephalini Raffray, 1890
  - tribu Odontalgini Jeannel, 1949
  - tribu Pachygastrodini Leleup, 1969
  - tribu Phalepsini Jeannel, 1949
  - tribu Pselaphini Lateille, 1802
  - tribu Schistodactylini Raffray, 1890
  - tribu Tmesiphorini Jeannel, 1949
  - tribu Tyrini Reitter, 1882
- genre Diartiger Sharp, 1883
- genre Horniella Raffray, 1905
- genre Tribasodites Jeannel, 1960